# Maluso
Maluso is een gemeente in de Filipijnse provincie Basilan op het gelijknamig eiland. Bij de laatste census in 2007 had de gemeente ruim 48 duizend inwoners.

## Geografie

### Bestuurlijke indeling
Maluso is onderverdeeld in de volgende 20 barangays:
| - Abong-Abong - Batungal - Calang Canas - Fuente Maluso - Guanan North - Guanan South - Limbubong - Mahayahay Lower - Mahayahay Upper - Muslim Area | - Port Holland Zone I - Port Holland Zone II - Port Holland Zone III. - Port Holland Zone IV - Port Holland Zone V - Townsite - Taberlongan - Tamuk - Tubigan - Upper Garlayan |

## Demografie
Maluso had bij de census van 2007 een inwoneraantal van 48.178 mensen. Dit zijn 17.124 mensen (55,1%) meer dan bij de vorige census van 2000. De gemiddelde jaarlijkse groei komt daarmee uit op 6,24%, hetgeen hoger is dan het landelijk jaarlijks gemiddelde over deze periode (2,04%). Vergeleken met de census van 1995 is het aantal mensen met 21.334 (79,5%) toegenomen.

De bevolkingsdichtheid van Maluso was ten tijde van de laatste census, met 48.178 inwoners op 304,14 km², 158,4 mensen per km².